# Jan Žižka
Jan Žižka z Trocnova a Kalicha (Trocnov, 1360 circa – Přibyslav, 11 ottobre 1424) è stato un generale ceco e importante esponente hussita, seguace di Jan Hus.
Nacque a Trocnov (ora parte di Borovany) in Boemia, da una famiglia di alto ceto. Prese parte alla guerra civile in Boemia durante il regno di Venceslao IV. I documenti legali a partire dal 1378 menzionano Jan Žižka z Trocnova, suggerendo che il soprannome Žižka significhi "monocolo", avendo egli perso un occhio. Žižka combatté nella battaglia di Grunwald (15 luglio 1410), dove difese Radzyń dai Cavalieri Teutonici. Faceva parte della Corte dalla gioventù e ricoprì la carica di cameriere della regina Sofia di Baviera, la moglie di Venceslao.

## Biografia
Appena ebbe inizio, la Riforma in Boemia culminò con la morte sul rogo di Jan Hus in seguito alla condanna come eretico da parte del concilio di Costanza nel 1415. Appena iniziarono le crociate delle forze cattoliche contro la Boemia, Žižka fu costretto a difendere il regno. Fu pragmatico nello sviluppare la propria strategia militare: il suo esercito era composto da agricoltori e contadini, e, mancando sia i fondi che le attrezzature per trasformare questi uomini in soldati classici, con spada, cavallo ed armatura, egli utilizzò le loro competenze di agricoltori per aumentare il loro valore militare, adattando gli strumenti dell'agricoltura a strumenti di guerra come la frusta per grano che fu trasformata in mazzafrusto.
I carri agricoli furono utilizzati in una tattica geniale chiamata "Wagenburg" (it. "fortezza di carri"): i carri erano sistemati ruota a ruota formando un cerchio, con i cavalli e i soldati che erano tenuti al sicuro all'interno del recinto; il lato esterno dei carri e il telaio erano blindati con spesse tavole di legno, con fori attraverso i quali i soldati potevano sparare con archibugie e balestre. Gli spazi tra i carri erano protetti da pavesi o occupati da piccoli cannoni, il che rappresentò il primo uso dell'artiglieria in operazioni campali; a un segnale, i carri potevano essere scansati per consentire alla cavalleria ussita di attaccare a sorpresa il nemico. Žižka addestrò le sue truppe ad eseguire queste manovre e istituì un sistema di segnalazioni mediante bandiere per trasmettere gli ordini in battaglia.
Le guerre hussite segnarono per la prima volta anche l'uso con successo di armi da fuoco portatili sul campo di battaglia. I cechi chiamavano l'archibugio "pistola" (pizťal, cioè "canna"), e un cannone anti-fanteria houfnice (da cui "obice"). I tedeschi avevano appena iniziato a produrre la polvere da sparo "corning", adatta per l'utilizzo in piccole armi tattiche. Un uomo armato su un campo aperto, armato solo di una singola arma da tiro non era all'altezza di un cavaliere a cavallo alla carica, ma da dietro un muro di un castello, o dal recinto del Wagenburg, molti uomini armati e disciplinati avrebbero potuto utilizzare le armi da fuoco al loro massimo potenziale. Dalle sue esperienze a Grunwald, Žižka apprese esattamente come i suoi nemici avrebbero attaccato, e trovò nuovi modi per sconfiggere forze numericamente superiori alle sue; egli è considerato tra i più grandi innovatori militari e condottieri di tutti i tempi, ed è uno dei pochi comandanti nella storia che non abbia mai perso una battaglia.

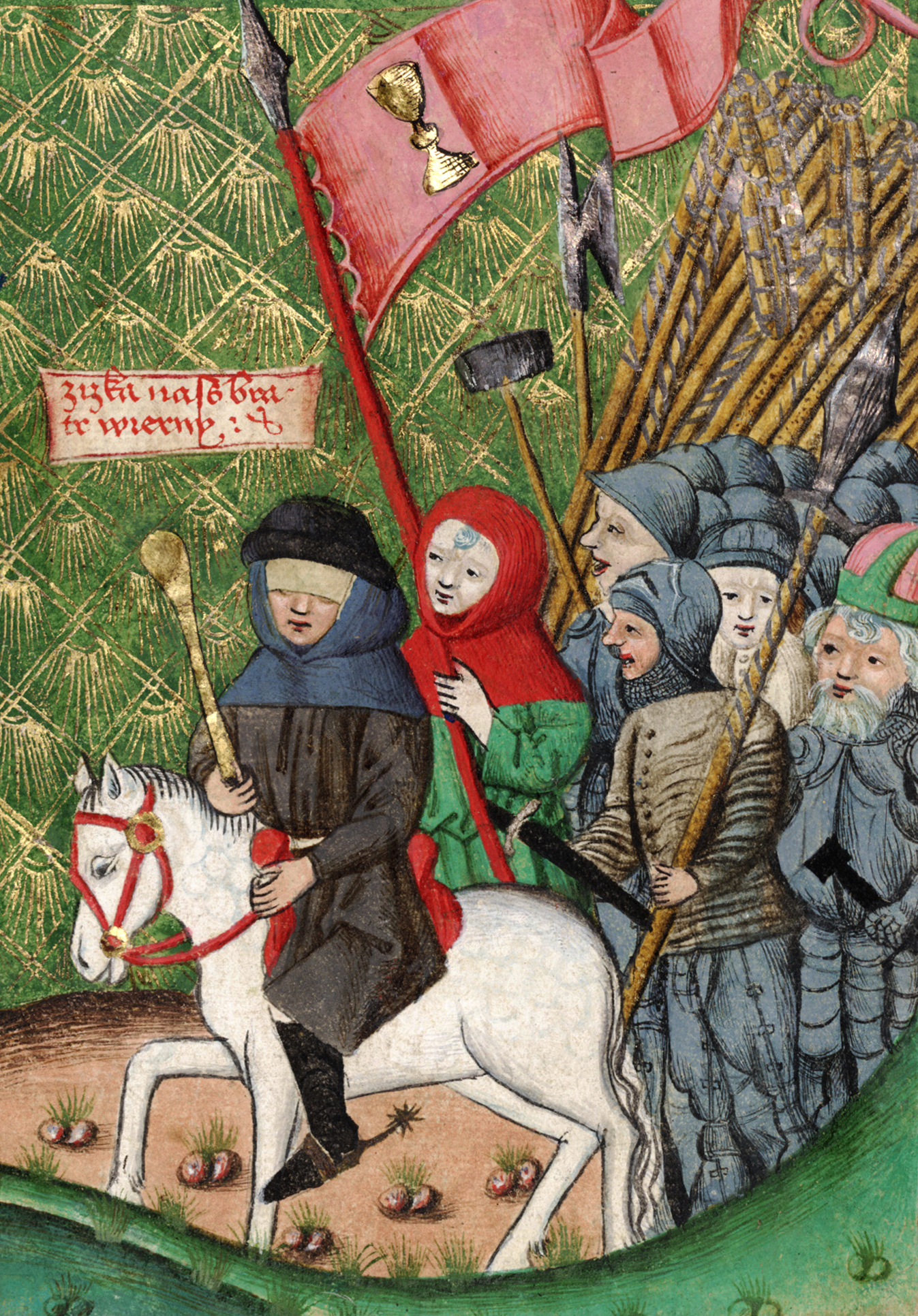
Jan Žižka alla guida delle sue truppe (miniatura della fine del XV secolo)

Il nome di Žižka divenne celebre durante la prima guerra hussita, che ebbe inizio nel 1419 con la prima defenestrazione di Praga, quando manifestanti hussiti gettarono alcuni membri del consiglio della città dalle finestre del municipio della Città Nuova (Novoměstská radnice). Ciò portò al conflitto armato in cui Žižka avrebbe guadagnato la sua fama. Quando un armistizio temporaneo venne concluso tra i partigiani del re Sigismondo ed i cittadini di Praga, Žižka si diresse a Plzeň, la seconda città più ricca del regno, con i suoi seguaci; poi, dopo aver sconfitto i partigiani di Sigismondo a Sudomĕř (23 marzo 1420), giunse a Tábor, la roccaforte appena fondata del movimento ussita.
Žižka ebbe un ruolo importante nell'organizzazione della nuova comunità militare e divenne uno dei quattro capitani del popolo (Hejtman) che erano a capo di essa. Nel frattempo Sigismondo, re di Germania e Ungheria, invase la Boemia reclamando la corona in qualità di erede del fratello Venceslao. Minacciati da Sigismondo, i cittadini di Praga chiesero aiuto ai taboriti: guidati da Žižka e dai loro capitani, i taboriti presero quindi parte alla difesa della capitale. A Praga, Žižka e i suoi uomini occuparono una forte posizione sulla collina appena fuori dalla città conosciuta come Vítkov (oggi il quartiere di Praga in cui si trova si chiama Žižkov, in onore del condottiero). Alla fine di giugno 1420 l'assedio della città ebbe inizio, e il 14 luglio gli eserciti di Sigismondo sferrarono un attacco generale: un forte nucleo di crociati tedeschi assalì la posizione sul Vítkov, la fortezza che assicurava le comunicazioni degli hussiti con l'aperta campagna, ma sotto la guida personale di Žižka l'attacco venne respinto e le forze di Sigismondo abbandonarono l'assedio. Un monumento fu poi eretto sulla sommità di questa collina in onore di Jan Žižka. Poco dopo (22 agosto 1420) i taboriti lasciarono Praga e tornarono a Tabor.
Žižka si impegnò allora in una guerra costante con i partigiani di Sigismondo, in particolare con il potente cattolico Oldřich II di Rožmberk, e attraverso questa lotta gli hussiti ottennero il possesso della maggior parte della Boemia di Sigismondo. Žižka fu proposto per l'elezione del Granduca di Lituania Vytautas al trono; tuttavia, la nobiltà di Boemia e Moravia, che si riunì a Čáslav il 1º giugno 1421, decise di nominare un governo provvisorio composto da venti membri scelti tra tutti i partiti politici e religiosi del paese. Žižka, che aveva preso parte alle delibere Čáslav, fu eletto come uno dei due rappresentanti di Tábor.
Žižka soppresse sommariamente alcune rivolte da parte di una setta fanatica chiamata Adamiti, per poi continuare con le sue campagne contro i cattolici e i fedeli di Sigismondo; dopo aver catturato un piccolo castello vicino Litomerice ne prese il possesso, l'unica ricompensa per i suoi servizi di comandante che abbia mai ricevuto o richiesto. Secondo l'usanza hussita diede il nome biblico di Calice a questo nuovo possedimento, e da allora adottò la firma "Žižka del Calice". Più tardi, nel 1421, fu gravemente ferito durante l'assedio del castello di Rabi, e perse la vista; anche se ora completamente cieco, continuò però a comandare gli eserciti di Tábor.
Alla fine del 1421 Sigismondo, ancora una volta nel tentativo di sottomettere la Boemia, ottenne il possesso della città importante di Kutná Hora. I cittadini, soprattutto tedeschi, uccisero alcuni hussiti e chiusero le porte della città a Žižka, il cui esercito era accampato fuori dalle mura. Žižka, che era alla testa degli eserciti uniti di Tábor e di Praga, fu accerchiato, ma riuscì a eseguire quello che alcuni storici ritengono la prima manovra di artiglieria mobile nella storia. Žižka sfondò le linee nemiche e si ritirò a Kolín, ma dopo aver ricevuto rinforzi attaccò e sconfisse l'ignaro esercito di Sigismondo presso il villaggio di Nebovidy, tra Kolín e Kutná Hora (6 gennaio 1422): Sigismondo perse 12.000 uomini e fu messo in fuga. Le forze di Sigismondo opposero un'ultima resistenza a Německý Brod (Deutschbrod) il 10 gennaio, ma la città fu presa d'assalto dai cechi, e contrariamente agli ordini di Žižka i suoi difensori furono passati a fil di spada.
Nei primi mesi del 1423, il dissenso interno tra gli hussiti portò alla guerra civile. Žižka, come leader dei taboriti, sconfisse gli uomini di Praga e i nobili utraquisti a Hořice il 20 aprile. Poco dopo giunse la notizia che una nuova crociata contro la Boemia era in fase di preparazione, e ciò indusse gli hussiti a concludere un armistizio a Konopiště il 24 giugno 1423. Non appena i crociati si dispersero, il dissenso interno scoppiò di nuovo. Durante il suo temporaneo dominio sulla Boemia, il principe lituano Zygmund Korybut aveva nominato Bořek, signore di Miletínek, governatore della città di Hradec Králové: Borek apparteneva a una fazione hussita moderata, il partito utraquista. Dopo la partenza di Korybut, la città di Hradec Králové si era rifiutata di riconoscere Bořek come suo governatore e chiamò Žižka per ricevere aiuto. Il 4 agosto 1423 Žižka sconfisse gli utraquisti comandati da Bořek presso Strachov, vicino alla città di Hradec Králové.
Žižka tentò di invadere l'Ungheria, che era sotto il dominio del suo vecchio nemico, il re Sigismondo. Anche se questa campagna ungherese non ebbe successo a causa della grande superiorità degli ungheresi, fu tra le più grandi imprese militari di Žižka, a causa della tecnica mostrata nella ritirata. Nel 1424, nella guerra civile che ancora una volta era scoppiata in Boemia, Žižka sconfisse definitivamente i praghesi e nobili utraquisti a Skalice il 6 gennaio, e a Malešov il 7 giugno. Nel mese di settembre marciò su Praga, e il 14 dello stesso mese concluse la pace tra gli hussiti attraverso l'influenza di Giovanni di Rokycan, utraquista poi arcivescovo di Praga.
Gli hussiti ormai riunificati si accordarono per attaccare la Moravia, di cui una parte era ancora controllata dai partigiani di Sigismondo: Žižka avrebbe dovuto essere il comandante di questa campagna, ma morì di peste a Přibyslav l'11 ottobre 1424, sulla frontiera con la Moravia. Enea Silvio Piccolomini nella Historia Bohemica racconta che Žižka volle che la sua pelle fosse utilizzata per ricoprire i tamburi dell'esercito hussita, in modo che egli potesse continuare a guidare le sue truppe anche da morto. Žižka era amato a tal punto che, quando morì, i suoi soldati si definirono "orfani" perché si sentivano come se avessero perso il loro padre.
I suoi nemici dissero che "quello che nessuno poteva distruggere con mano mortale è stato spento dal dito di Dio". Le tattiche di Žižka furono innovative: oltre alla formazione e all'equipaggiamento dell'esercito secondo le loro capacità, usò carri blindati armati di piccoli cannoni e moschetti, una sorta di carro armato ante litteram. Fu anche un maestro nello sfruttare la disposizione geografica per ottenere il massimo vantaggio e nel gestire la disciplina delle sue truppe.

## Ulteriori speculazioni
Recentemente ci sono state tra alcuni storici diverse speculazioni sul ruolo effettivo di Jan Žižka nello sviluppo della cultura ceca e della religione: si sostiene che Žižka non deve essere considerato solo come un comandante brillante che lotta per l'obiettivo dell'auto-difesa e come un fautore del ritorno di una Chiesa più vicina a Dio, ma possa essere visto anche come un uomo che - in nome di Dio - è stato responsabile della morte di molte persone e della distruzione di una parte significativa di una cultura, massacrando e bruciando chiese e borghi spesso risparmiando solo donne e bambini.
Questo parere è però considerato come una visione molto radicale. L'opinione generale è che in risposta a molte crociate ufficiali lanciate verso la Boemia da ogni direzione, Žižka non aveva altra scelta che difendere la sua nazione e la fede dei suoi compatrioti. Nel momento in cui la misericordia da un avversario non era prevista, Žižka ha spesso offerto misericordia e rispetto. Dopo la disobbedienza delle sue truppe a Nemecký Brod, ordinò al suo esercito intero di pregare Dio per il perdono dei loro peccati. Successivamente, Žižka fu autore di un documento che applicava un rigoroso codice di condotta per tutti in suoi eserciti, compreso se stesso.
Jan Žižka può essere considerato il lato opposto della medaglia di Jan Hus. Della trilogia cinematografica di Otakar Vávra sulla rivoluzione hussita girata nel 1950, Zdenek Stepanek ha interpretato sia Hus sia Žižka, che riflettono le due facce del movimento hussita. I due uomini sono legati in modo duraturo alla coscienza nazionale ceca.